# Vieille commune
Labrus bergylta
Pour les articles homonymes, voir Vieille.
 (avril 2023).
Si vous disposez d'ouvrages ou d'articles de référence ou si vous connaissez des sites web de qualité traitant du thème abordé ici, merci de compléter l'article en donnant les références utiles à sa vérifiabilité et en les liant à la section « Notes et références ».
Espèce
Statut de conservation UICN

 LC  : Préoccupation mineure

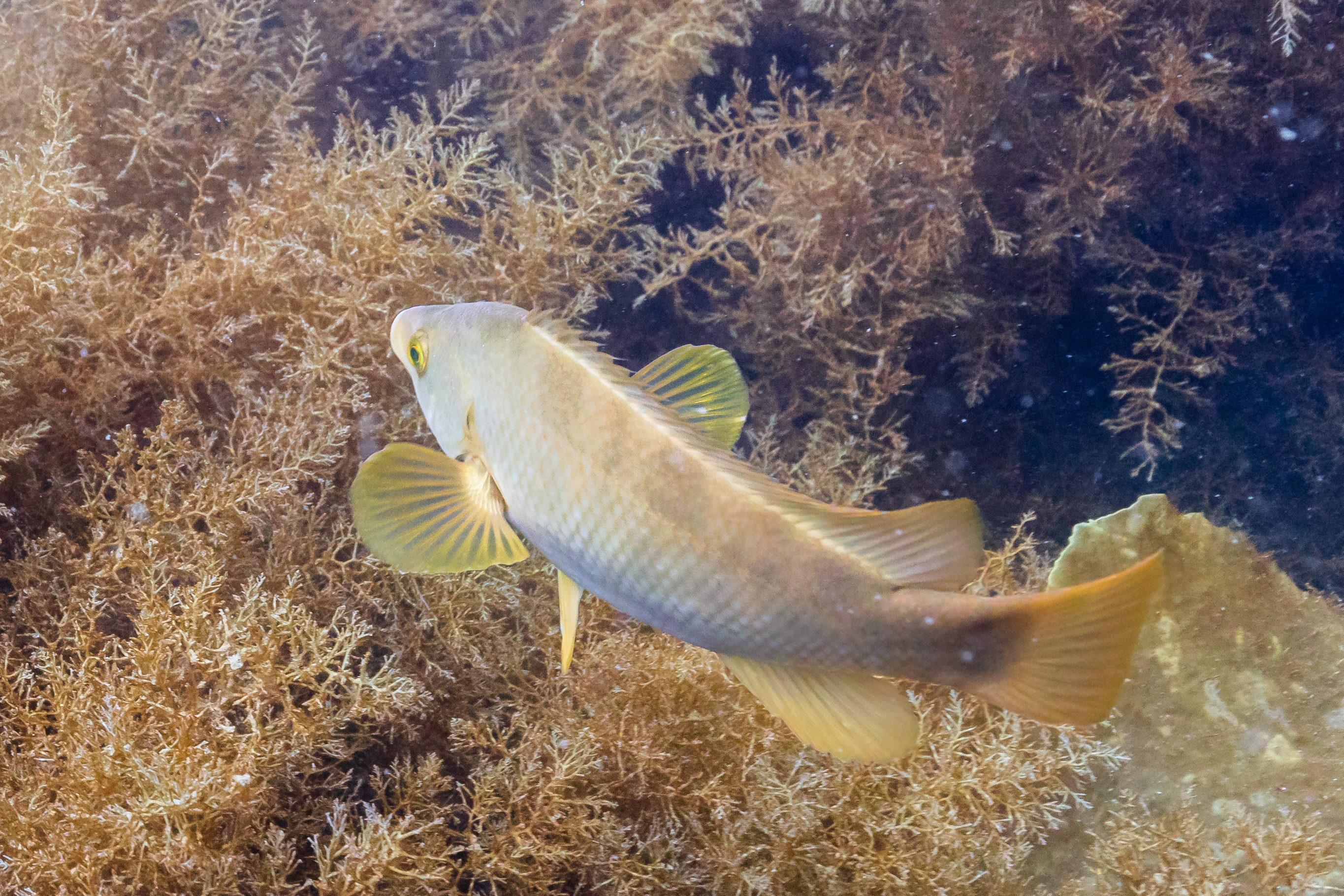
Pêcher sur la côte atlantique du Portugal.

La vieille commune (Labrus bergylta) est une espèce de poissons de la famille des Labridae. On le rencontre en Méditerranée occidentale, dans l'Atlantique Nord à l'est et vers le nord jusqu'à la partie ouest de la Baltique.

## Morphologie
La vieille commune est un poisson qui peut mesurer jusqu'à 60 cm de long et vit entre 1 et 25 m de profondeur. Des spécimens de 40 à 50 cm (1 à 2 kg) sont courants près de la côte. L'hiver, elle s'éloigne du bord pour aller dans des profondeurs de 20 m et plus.
De forme allongée, elle est souvent pourvue de couleurs bigarrées mais l’espèce présente une polychromie importante : les couleurs et les dessins peuvent varier considérablement selon l’environnement, le stade de développement et l’état émotionnel. Il n’y a pas de dimorphisme sexuel.
Les individus arborent une coloration dorsale verte et un ventre plus clair tendant vers le blanc. Suivant l’âge ou le degré d’excitation, le corps peut être recouvert d’une marbrure gris bleuté plus ou moins bien marquée.
Les yeux souvent verts ont des reflets bleutés et la pupille noire est cerclée de rouge. Massif, le corps est quelque peu comprimé latéralement, et la tête arrondie se poursuit par un dos assez bombé.
La vieille possède une bouche aux lèvres épaisses et aux dents puissantes.
Le corps est muni d’une seule nageoire dorsale de 9 à 11 rayons mous prolongée dans la partie antérieure par une série de rayons épineux (de 19 à 20). Cette unique nageoire dorsale présente un profil plus surélevé à l’arrière qu’à l’avant, ce qui contribue à la reconnaissance de l’espèce. La nageoire anale est quant à elle plus courte et se compose de 3 rayons épineux tandis que la caudale présente une forme plus arrondie.
Le corps est parcouru sur les flancs par une ligne latérale bien visible et est tapissé de grandes écailles cycloïdes au bord postérieur sombre et au centre plus clair. Cette caractéristique confère à la vieille un aspect marbré voire tacheté.

## Biologie
La vieille commune se rencontre à faible profondeur, dans la zone de balancement des marées et au-delà, dans les milieux rocheux et parmi les algues. Elle est notamment très commune dans les herbiers, les laminaires. De couleur verte, les individus se camouflent aisément au sein des algues, exploitant ainsi leur faculté de mimétisme. Se confondant parfaitement avec leur environnement, ils peuvent s’y déplacer discrètement en se faufilant entre les feuilles par des mouvements de leur nageoire caudale ou rester à une position fixe, nageant entre deux eaux et orientant leur corps par leurs nageoires pectorales uniquement. Ce camouflage permet à la vieille de passer inaperçue aux yeux d’un éventuel prédateur, augmentant grandement ses chances de survie.
L’intensité de son activité varie en fonction de la journée. Elle est plus active et plus nerveuse en début de journée ou à marée montante, chassant ses proies au ras du fond. Ses fortes incisives ainsi que ses dents pharyngiennes lui permettent de broyer avec aisance la plupart des coquillages (moules et berniques généralement) et des crustacés (notamment des crabes verts et des crabes marbrés). Elle peut également se nourrir d'oursins, de vers polychètes et de poissons.
À marée descendante, ou par mer calme, la vieille commune se réfugie dans une faille, sous une pierre ou entre les algues. Elle a des mœurs diurnes uniquement. La nuit, elle est au repos, et présente la particularité de se coucher sur le flanc, posée sur le sédiment. Elle devient alors une proie convoitée par les congres.
Les vieilles sont des poissons territoriaux et curieux de comportement. Elles sont une capture parfois facile pour les chasseurs sous-marins.

## Reproduction
Comme beaucoup de labridés,  cette espèce présente la particularité d’être hermaphrodite à long terme : né femelle, Labrus bergylta change de sexe entre 4 et 14 ans.
La reproduction est de type sexué et a lieu de mai à juillet. Les mâles territoriaux aménagent des nids d'algues dans les crevasses et les femelles passent d'un nid à l'autre pour y déposer leurs œufs.
La maturité est atteinte après deux ans. Les juvéniles présentent une couleur vert émeraude tandis que les adultes peuvent afficher une coloration très variable à dominante verte ou brun plus ou moins rougeâtre. Le corps peut présenter des marbrures ou des petites taches de couleur blanche, argentée, bleue ou grise. Au cours du développement, la robe du poisson change progressivement de teinte, marquant le passage à l’état adulte. Ainsi, de légères marbrures d’un gris bleuté deviennent visibles sur le corps et la tête des individus qui, à leur capture, étaient uniformément colorés de vert (outre le ventre plus clair et certaines nuances de vert plus foncé dans la robe dues au liseré plus sombre des écailles dans leur partie postérieure)

## Pêche
C'est un poisson très combatif et endurant qui mord très bien sur des appâts carnés, et sur les arénicoles.
Elle s'attaque aux leurres. À  la touche, il faudra brider le poisson, afin de l'empêcher de regagner un abri rocheux.

## Gastronomie
On lui reproche parfois d'être « pleine d'arêtes ». Elle n'a pourtant pas plus d'arêtes que d'autres espèces de poisson très appréciées dans l'assiette. C'est surtout la faible tenue de sa chair qui réduit l'intérêt gustatif. Elle doit être vidée très soigneusement, sans oublier de retirer les ouïes. Elle est difficile à écailler : on emploie pour cela une valve de coquille Saint-Jacques ou un racloir que l'on doit fabriquer spécialement. Certains ne l'écaillent pas, car à la cuisson les écailles restent fixées à la peau, qu'il suffit de retirer au moment de servir. On privilégiera des préparations en filets, panés ou non, à cuire en papillote. Les petits spécimens enrichiront la soupe de poisson et on gardera les gros spécimens (1,5 kg et plus) pour faire une terrine. La grosse vieille est très appréciée sur la côte bigoudène, où elle se cuit au four sur un fond d'oignons et de pommes de terre émincées, avec beurre et vin blanc (certains ajoutent tomates, citron et thym).